# Thanh lọc sắc tộc
Thanh lọc sắc tộc là những biện pháp để loại bỏ một cách hệ thống các dân tộc hay tôn giáo trong một lãnh thổ nhất định, do sắc tộc quyền lực hơn thực hiện, nhằm mục đích làm cho lãnh thổ đó "thuần chủng" hay đồng nhất về sắc tộc và/hoặc tôn giáo . Những biện pháp này có thể là dùng vũ lực hay hăm dọa để xua đuổi, trục xuất, chuyên chở sang một vùng khác, cũng như giết người hàng loạt và cưỡng hiếp diệt chủng.
Thanh lọc sắc tộc thường đi kèm với nỗ lực loại bỏ sự hiện diện về vật chất và văn hóa của các nhóm đối tượng trên lãnh thổ thông qua việc phá hủy nhà cửa, các trung tâm xã hội, các cơ sở hạ tầng và trang trại, và xâm phạm các di tích, nghĩa trang, và những nơi thờ phụng.
Thuật ngữ này hay được dùng từ năm 1992, để mô tả những trường hợp xảy ra trong cuộc nội chiến Nam Tư và sau đó cho những hoàn cảnh tương tự trên khắp thế giới..

## Các hình thức bạo động
Để mà buộc một nhóm dân di chuyển sang một vùng khác, các thủ phạm thường dùng những hành động bạo lực như tra tấn, hiếp dâm, giết người, cũng như phá hoại, tiêu hủy nhà cửa, và cướp của.